# 银背叶党参
银背叶党参（学名：Codonopsis argentea）为桔梗科党参属的植物，是中国的特有植物。分布在中国大陆的贵州等地，目前尚未由人工引种栽培。